# Liste des députés de la province de Nice (1848-1860)
L'article présente la liste des députés issus de la province de Nice à la Chambre des députés du parlement du royaume de Sardaigne à Turin de 1848 à 1860.
Le Statut albertin du 4 mars 1848 créa un parlement pour le royaume de Sardaigne composé d'une chambre des députés et d'un sénat. La province de Nice, créée en 1818 en tant que subdivision de la division de Nice, envoyait cinq députés à Turin, élus au suffrage censitaire. À la suite de la loi électorale de 1859, l'arrondissement de Nice, nouveau nom défini par le décret Rattazzi pour désigner ce qui était auparavant appelé province de Nice et désormais subdivision de la nouvelle province de Nice (qui a succédé à la division de Nice), envoyait quatre députés. Au total, on compte sept législatures de 1848 à 1860. L'annexion de Nice à la France en 1860 mit un terme à la représentation du pays niçois au parlement du royaume de Sardaigne.

## Collèges électoraux et mode de scrutin
Les élections à la Chambre des députés du royaume de Sardaigne se déroulaient selon un scrutin uninominal majoritaire à deux tours. Pour chaque collège électoral, un seul député était élu. Avant la réforme électorale de 1859, le pays comptait 204 collèges, dont cinq pour la province de Nice (soit un député pour 23 600 habitants). Les tableaux suivants indiquent les délimitations des différentes circonscriptions. 
| Collège        | Délimitation                                                                                    |
| -------------- | ----------------------------------------------------------------------------------------------- |
| Nice I         | partie de la commune de Nice située sur la rive gauche du Paillon                               |
| Nice II        | partie de la commune de Nice située sur la rive droite, et mandements de Villefranche et Contes |
| Sospel         | mandements de L'Escarène, Sospel et Tende                                                       |
| Utelle         | mandements de Levens, Utelle, Saint-Martin-Lantosque et Saint-Étienne-de-Tinée                  |
| Puget-Théniers | mandements de Puget-Théniers, Villars, Roquestéron et Guillaumes                                |

Après la réforme électorale de 1859, il y eut 260 collèges électoraux au total, dont quatre pour l'arrondissement de Nice, la circonscription de Puget-Théniers ayant été supprimée et les autres (sauf Nice I) remaniées en conséquence. Désormais, l'arrondissement de Nice compta un député pour 31 000 habitants.
| Collège | Délimitation |
| ------- | --- |
| Nice I  | partie de la commune de Nice située sur la rive gauche du Paillon                                                              |
| Nice II | partie de la commune de Nice située sur la rive droite, et mandements de Menton, Villefranche, Roquebrune, Levens, Roquesteron |
| Sospel  | mandements de Contes, L'Escarène, Sospel et Tende                                                                              |
| Utelle  | mandements d'Utelle, Saint-Martin-Lantosque, Saint-Étienne-de-Tinée, Puget-Théniers, Guillaumes et Villars                     |

Les scrutins se déroulant au suffrage censitaire, seuls ceux qui contribuaient à hauteur 20 lires minimum d'impôts directs annuels pouvaient voter. Le cens avait été aussi fixé à 20 lires en Ligurie et dans le duché de Savoie, mais s'élevait à 49 lires dans le Piémont. De 1849 à 1860, l'ensemble des électeurs de la province de Nice représentent environ 4 % des inscrits du royaume, alors que sa population est équivalente à seulement 2 % de celle du pays. Hervé Barelli note, pour la province de Nice, une forte variation dans le temps du rapport entre le nombre d'inscrits et la population totale (118 000 habitants en 1849) et explique que des erreurs ont été probablement commises dans les inscriptions au cours des premières élections. Paul Gonnet indique qu'en 1848, il y avait un inscrit pour 43 habitants. Un rapport de la Chambre des députés mentionne pour la même année, un inscrit pour 40 habitants. En juillet 1849, il y avait un inscrit pour 35 habitants. On compte 3 557 inscrits en 1853, 4 521 en 1857, et 5 515 en 1860, ce qui correspond à une augmentation largement plus forte que la hausse de la population. 
Les collèges étaient divisés en section. Chaque section votait dans un bureau de vote spécifique. Pour Nice I, les électeurs de la première section votaient à la chapelle de la Miséricorde, ceux de la seconde section à la chapelle de la Très-Sainte-Trinité et du Saint-Suaire, et ceux de la troisième section (créée en 1855) à la chapelle du Saint-Sépulcre. Les deux sections de Nice II votaient au Collegio Convitto Nazionale (l'actuel lycée Masséna). En ce qui concerne les autres collèges, les électeurs votaient au chef-lieu du mandement et il y avait une section par mandement. 
Les candidats pouvaient se présenter dans plusieurs collèges électoraux à la fois, mais devaient ensuite démissionner pour ne représenter qu'un seul collège, ce qui provoquait des élections partielles.

## Députés par législature

### Irelégislature
La Ire législature s'étendit du 8 mai 1848 au 30 décembre 1848. Les élections générales eurent lieu le 27 avril 1848. Le taux de participation pour la province de Nice s'élevait à 49,44 %, avec un maximum de 88,85 % à Nice I et un minimum de 25,37 % à Utelle.
| Collège          | Député                 | Profession                                                  | Tendance     | Date d'élection                | Circonstance | Nombre de voix               | Observations                                                    |
| ---------------- | ---------------------- | ----------------------------------------------------------- | ------------ | ------------------------------ | ------------ | ---------------------------- | --------------------------------------------------------------- |
| Nice I           | Benoît Bunico          | Avocat                                                      | Libéral      | 27 avril 1848                  | 1er tour     | 404 sur 568 ou 558           |                                                                 |
| Nice II          | Domenico Galli         | Avocat                                                      | Libéral      | 27 avril 1848                  | 1er tour     | 242 sur 285                  |                                                                 |
| Sospel           | Jean-Baptiste Barralis | Avocat                                                      | Libéral      | 27 avril 1848                  | 1er tour     | 183 sur 305                  | Également élu dans le collège d'Utelle.                         |
| Utelle           | Octave Thaon de Revel  | Marquis, comte, Haut fonctionnaire du royaume de Sardaigne. | Conservateur | 27 juin 1848 ou 2 juillet 1848 | ballottage   | 95 sur 95                    | Élection partielle à la suite de la démission de J-B. Barralis. |
| 1er octobre 1848 | Octave Thaon de Revel  | Marquis, comte, Haut fonctionnaire du royaume de Sardaigne. | Conservateur | ballottage                     | 38 sur 51    | Nouvelle élection partielle. |                                                                 |
| Puget-Théniers   | Barthélemy Léotardi    | Avocat                                                      | Libéral      | 29 avril 1848                  | ballottage   | 241 sur 261 ou 279           |                                                                 |

Le collège d'Utelle connut trois élections d'avril à octobre 1848. La première avait donné vainqueur Jean-Baptiste Barralis mais il préféra représenter le collège de Sospel dans lequel il s'était aussi présenté. La seconde, dont une incertitude demeure sur la date, vit la victoire du conservateur Octave Thaon de Revel face au docteur Thaon de sensibilité libérale. Mais Thaon de Revel étant à nouveau devenu ministre des Finances le 19 août 1818, la loi électorale l'empêchait de cumuler les deux charges. Il fut donc dans l'obligation de démissionner de son mandat de député, mais put se représenter à l'élection partielle suivante, comme la loi l'y autorisait. Lors de la nouvelle élection partielle, il affronta le libéral Jacques Lions qui était capitaine des Bersagliers, un corps de l'armée sarde.
Ce premier scrutin, qui se déroule à l'époque où l'Europe vit le Printemps des peuples, marque un véritable succès pour les « libéraux constitutionnalistes » avec cinq victoires,. Seul un candidat conservateur parvient à devenir député, mais dans le cadre d'une élection partielle, à la suite du désistement du libéral Jean-Baptiste Barralis, dans des conditions de très faible mobilisation. L'universitaire Hervé Barelli, spécialiste de l'histoire de Nice, décrit les candidats conservateurs comme « socialement réactionnaires, religieusement conservateurs et politiquement absolutistes. » Par opposition, les députés libéraux mettent l'accent sur « la lutte du peuple (…) contre l'aristocratie, la réaction, le cléricalisme ». Il s'agit de libéraux bourgeois qui, même s'ils s'élèvent contre l'ordre monarchique, restent modérés, notamment sur le plan social, et défendent la propriété. Lors du vote sur les pleins pouvoirs octroyés au roi Charles-Albert le 29 juillet 1848 (le royaume est alors en guerre contre l'empire d'Autriche), les quatre  élus niçois libéraux s'abstiennent avec trente-neuf autres députés minoritaires.

### IIelégislature
La IIe législature s'étend du 1er février 1849 au 30 mars 1849.
| Collège        | Député                 | Profession | Tendance | Date d'élection | Circonstance | Nombre de voix | Observations |
| -------------- | ---------------------- | ---------- | -------- | --------------- | ------------ | -------------- | ------------ |
| Nice I         | Benoît Bunico          | Avocat     | Libéral  | 22 janvier 1849 | 1er tour     | 325 sur 489    |              |
| Nice II        | Domenico Galli         | Avocat     | Libéral  | 22 janvier 1849 | 1er tour     | 157 sur 198    |              |
| Sospel         | Jean-Baptiste Barralis | Avocat     | Libéral  | 23 janvier 1849 | ballottage   | 130 sur 242    |              |
| Utelle         |                        |            |          |                 |              |                |              |
| Puget-Théniers | Barthélemy Léotardi    | Avocat     | Libéral  | 23 janvier 1849 | ballottage   | 143 sur 143    |              |

### IIIelégislature
La IIIe législature s'étend du 30 juillet 1849 au 20 novembre 1849.
| Collège        | Député                 | Profession | Tendance | Date d'élection | Circonstance | Nombre de voix | Observations |
| -------------- | ---------------------- | ---------- | -------- | --------------- | ------------ | -------------- | ------------ |
| Nice I         | Benoît Bunico          | Avocat     | Libéral  | 15 juillet 1849 | 1er tour     | 306 sur 461    |              |
| Nice II        | Domenico Galli         | Avocat     | Libéral  | 22 juillet 1849 | ballottage   | 184 sur 293    |              |
| Sospel         | Jean-Baptiste Barralis | Avocat     | Libéral  | 22 juillet 1849 | ballottage   | 296 sur 567    |              |
| Utelle         |                        |            |          |                 |              |                |              |
| Puget-Théniers | Barthélemy Léotardi    | Avocat     | Libéral  | 22 juillet 1849 | ballottage   | 235 sur 238    |              |

### IVelégislature
La IVe législature s'étend du 20 décembre 1849 au 20 novembre 1853.
| Collège         | Député                         | Profession       | Tendance        | Date d'élection | Circonstance        | Nombre de voix      | Observations                   |
| --------------- | ------------------------------ | ---------------- | --------------- | --------------- | ------------------- | ------------------- | ------------------------------ |
| Nice I          | Benoît Bunico                  | Avocat           | Libéral         | 9 décembre 1849 | 1er tour            | 341 sur 565         | Démission le 12 novembre 1850. |
| Jean de Foresta | Magistrat                      |                  | 9 décembre 1850 | ballottage      | 245 sur 480         | Élection partielle. |                                |
| Jean de Foresta | Magistrat                      | 3 août 1851      | 1er tour        | 278 sur 314     | Élection partielle. |                     |                                |
| Nice II         | Domenico Galli                 | Avocat           | Libéral         | 9 décembre 1849 | 1er tour            | 238 sur 340         |                                |
| Sospel          | Louis Piccon                   | Avocat           | Libéral         | 9 décembre 1849 | 1er tour            | 366 sur 548         |                                |
| Utelle          | Teodoro De Rossi Di Santa Rosa | Comte, intendant | Libéral         | 9 décembre 1849 | 1er tour            | 413 sur 452         |                                |
| 17 avril 1853   | Teodoro De Rossi Di Santa Rosa | Comte, intendant | Libéral         | 1er tour        | 447 sur 449         | Élection partielle. |                                |
| 22 mai 1853     | Teodoro De Rossi Di Santa Rosa | Comte, intendant | Libéral         | 1er tour        | 451 sur 451         | Élection partielle. |                                |
| Benoît Brunati  | Ingénieur                      |                  | 26 juin 1853    | 1er tour        | 288 sur 292         | Élection partielle. |                                |
| Puget-Théniers  | Barthélemy Léotardi            | Avocat           | Libéral         | 9 décembre 1849 | 1er tour            | 442 sur 454         |                                |